# Izsrednost
Izsrédnost ali ekscéntričnost je število, povezano z obliko stožnice. Ločimo dve vrsti izsrednosti:
- prema izsrednost ali linearna ekscentričnost je razdalja med središčem stožnice in njenim goriščem.
- številčna izsrednost ali numerična ekscentričnost je razmerje med premo izsrednostjo in dolžino polosi a, na kateri leži gorišče.

Beseda izsrednost oziroma ekscentričnost (brez pridevnika) praviloma pomeni številčno izsrednost.
Pri označevanju obstajata dve vrsti oznak, kar lahko vodi v nesporazum:
- prvi način označevanja: e - prema izsrednost, ε - števičlna izsrednost (velja ε = e/a),
- drugi način označevanja: c - prema izsrednost, e - števičlna izsrednost (velja e = c/a).

Številčna izsrednost je mera, za koliko se stožnica razlikuje od krožnice. Za krožnico velja {\displaystyle e=0}, za elipso {\displaystyle 0<e<1}, za parabolo {\displaystyle e=1} in hiperbolo {\displaystyle e>1}. Izsrednost premice je enaka 1 ali ∞, kar je odvisno od definicije premice.
Številčna izsrednost je dana z enačbo:
{\displaystyle e={\sqrt {1-k{\frac {b^{2}}{a^{2}}}}}={\frac {\sqrt {a^{2}-kb^{2}}}{a}},\,\!}
kjer je {\displaystyle a\,\!} dolžina velike polosi stožnice, {\displaystyle b\,\!} dolžina male polosi in k enak +1 za elipso, 0 za parabolo in -1 za hiperbolo.
Številčna izsrednost se imenuje tudi prva izsrednost, kadar jo je treba ločevati od druge in tretje izsrednosti {\displaystyle e'} in {\displaystyle e''}, ki se včasih uporabljata v algebrskih izrazih. Druga izsrednost je določena kot:
{\displaystyle e'={\sqrt {k{\frac {a^{2}}{b^{2}}}-1}}\,\!}
in je povezana s številčno izsrednostjo z enačbo:
{\displaystyle 1=(1-e^{2})(1+e'^{2}).\,\!}